# 濛阳郡
濛阳郡，中国唐朝时设置的郡。
天宝元年（742年）改彭州置濛阳郡，治所在九陇县（今四川省彭州市）。辖境相当今四川省彭州、都江堰等市。下辖九陇县、濛阳县（今四川省彭州市濛阳镇）、唐昌县（今四川省成都市郫都区唐昌镇）、导江县（今四川省都江堰市聚源镇导江铺）。乾元元年（758年）改彭州。 
唐朝濛阳郡太守
- 李先（天宝年间）
- 李頠（天宝年间）
- 裴遵庆（天宝年间）
- 崔论（天宝年间）